# حزامية ضيقية الأوراق
حزامية ضيقية الأوراق (الاسم العلمي: Zostera angustifolia) هي نوع من النباتات يتبع جنس الحزامية من الفصيلة الحزامية.